# 特里尼爾
特里尼爾是一個位於印度尼西亞東爪哇省梭羅河的古人類學遺址。1891，荷蘭解剖學家歐仁‧杜布瓦在此地發現了第一個在歐洲以外的早期人類遺骸，命名為爪哇猿人。